# أندي كوزينس
أندي كوزينس, لاعب كرة قدم إنجليزي سابق, كان مركزه لاعب وسط. ولد في 4 حزيران عام 1975.

## مسيرته
كان ظهوره مميزاً في الدوري الإنجليزي الممتاز في نادي ليدز يونايتد, كما أنّه شارك في دوري كرة القدم الإنجليزية مع نادي كارلايل يونايتد, بالإضافة إلى نادي بلاكبول.
وُلِدَ في مدينة شيبلي في إنجلترا, و بدأ مسيرته في كرة القدم في نادي ليدز يونايتد, حيث شارك في نهائيات كأس الاتحاد الإنجليزي للشباب عام 1993, و استطاعوا التغلب على نادي مانشستر يونايتد. كما أنّه ظهر في 29 مباراة من الدوري الإنجليزي الممتاز, و استطاع أن يحرز هدفاً ضد كوفنتري سيتي. كما أنه أحرز هدفاً في كأس رابطة الأندية الإنجليزية المحترفة في مباراة مقابل نادي نوتس كاونتي. كان من المتوقع أن يحقق نجاحاً باهراً في مسيرته, لكنه لم يبلغ تلك التوقعات بعد نزوله رتبتين عام 1997 و دخوله إلى نادي كارلايل يونايتد.
بعد نزول نادي كارلايل يونايتد إلى مرتبة متدنية عام 1998, و تفاديهم بصعوبة الهبوط لمرتبة دنيا في دوري كرة القدم الإنجليزية بعد مرور سنة, دخل أندي إلى نادي بلاكبول في القسم الثاني, لكنه لم يستطع أن يمنع نزولهم مرتبة في نهاية الموسم عام 1999-2000. ترك بعدها نادي بلومفيلد رود حيث انتهت مسيرته على نحو احترافي, و كان عمره 25 عاماً.
يعمل أندي حالياً في نادي ليدز يونايتد, كما أنّه مدرب شخصي.